# آرنه كوتي
آرنه كوتي (بالنرويجية البوكمول: Arne Kotte)‏ هو لاعب كرة قدم نرويجي في مركز الهجوم، ولد في 20 مارس 1935 في ستاينشار في النرويج، وتوفي بنفس المكان في 8 يوليو 2015. شارك مع منتخب النرويج تحت 21 سنة لكرة القدم ومنتخب النرويج لكرة القدم. أما مع النوادي، فقد لعب مع نادي باليرمو ونادي فوليرينغا.

## وصلات خارجية
- آرنه كوتي على موقع الاتحاد الدولي (مؤرشف)  (الإنجليزية)
- آرنه كوتي على موقع اتحاد النرويج (النرويجية)
- آرنه كوتي على موقع قاعدة بيانات كرة القدم.إي يو (الإنجليزية)
- آرنه كوتي على موقع ناشيونال فوتبول تيمز (الإنجليزية)
- آرنه كوتي على موقع عالم كرة القدم.نت (الإنجليزية)